# Mawsynram
Mawsynram est un tehsil de l'État du Meghalaya, situé à l'extrémité ouest du district des East Khasi Hills en Inde et à 56 kilomètres de Shillong, la capitale de l'Etat. Il est réputé pour recevoir le plus de précipitations au monde, car les monts Khasi font barrière à la mousson venant du golfe du Bengale. Ce serait l'endroit le plus arrosé de la Terre, avec une pluviométrie annuelle de 11 872 mm répartie sur 350 jours en moyenne sur les 38 dernières années. La plus grande partie des pluies tombe de mai à aout, tandis que les mois d'hiver sont relativement secs. En raison de la latitude, ceux-ci sont assez doux tandis que les étés sont tempérés par les pluies et l'altitude, le bourg de Mawsynram se trouvant à une altitude de 1430 m.
A cause de l'absence de bureau météorologique officiel, les climatologues retiennent toutefois Cherrapunji (à une quinzaine de kilomètres à l'est de Mawsynram), le Mont Waialeale dans l'archipel d'Hawaii, ou encore la ville de Lloró, en Colombie, comme les lieux enregistrant le plus de précipitations dans le monde.

## Données statistiques

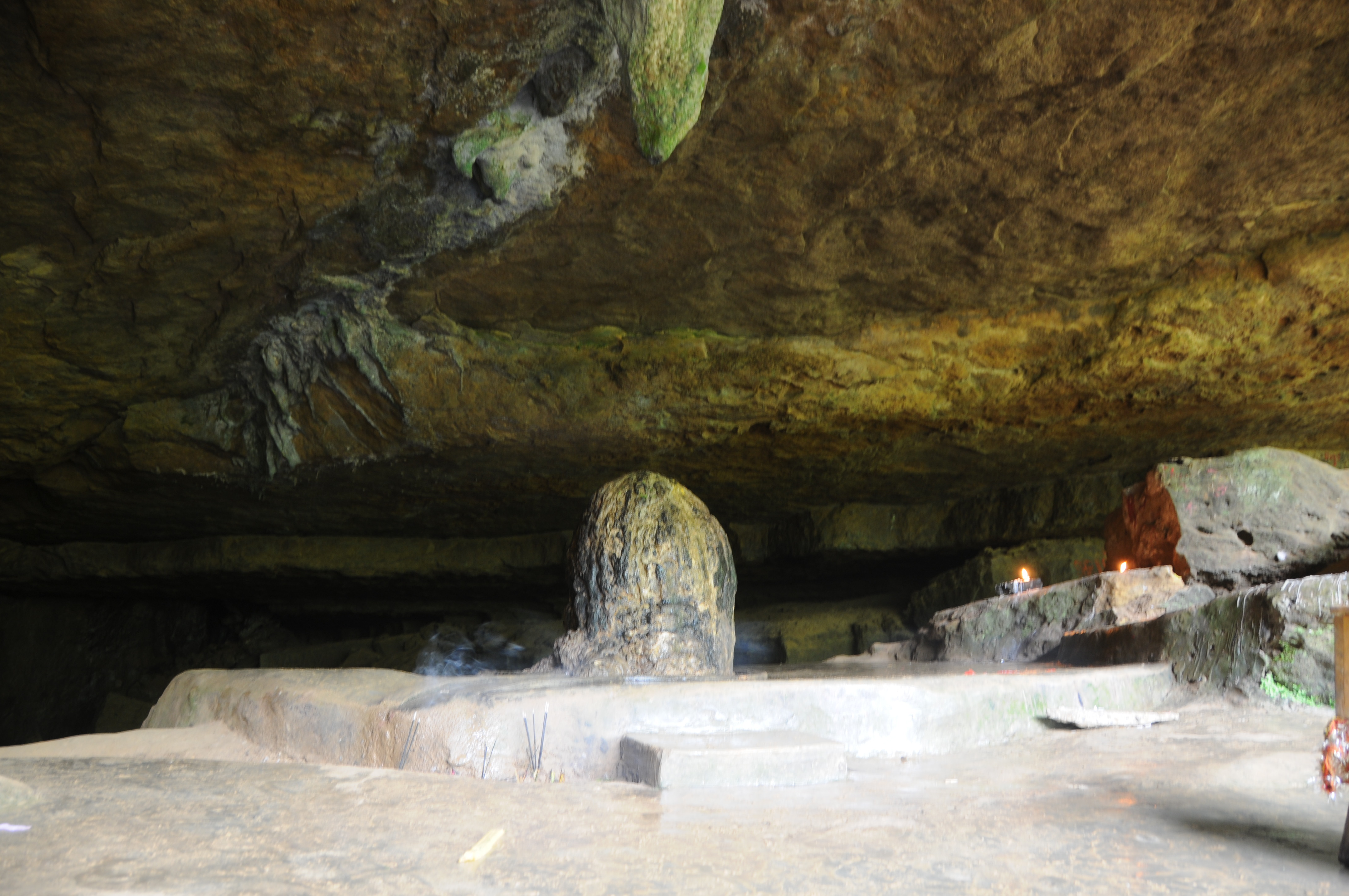
Lingam naturel dans la grotte Mawjymbuin

Selon le recensement de 2011, le tehsil de Mawsynram regroupait 54 109 personnes réparties dans 162 villages, tous ruraux, sur un territoire de 509,64 km². Limitrophe du nord du Bangladesh et de ses plaines, c'est une région montagneuse qui s'étend entre les vallées de l'Um Ngi/Mukai et de l'Um Lew/Shella, entre 20 et 1700 m d'altitude environ. Le chef-lieu de ce bloc de développement communautaire est le bourg de Mawsynram Dongrum (1337 habitants), entouré par les villages de Mawsynram Dongneng (748 hab.), Sohklong (82 hab.) et Mawsynram Dongshilliang (496 hab.).
Toujours en 2011, Mawsynram Dongrum comptait 635 hommes et 702 femmes pour un total de 237 foyers, soit en moyenne 5,64 personnes par foyer. Le taux d'alphabétisation était de 94% chez les deux sexes,.
Sur l'ensemble du tehsil, il y avait 27 143 hommes et 26 966 femmes pour un total de 10 145 foyers, soit en moyenne 5,33 personnes par foyer. Le taux d'alphabétisation était de 60% chez les hommes et de 57% chez les femmes. 30% des foyers étaient directement raccordés à l'eau potable traitée, 74% à l'électricité et 1,4% aux égouts. 81% disposaient d'une cuisine, en utilisant du bois dans 97% des cas. 25% des foyers possédaient une télévision, 24% un téléphone portable, 18% une radio, 7% un vélo, 3% une moto ou une voiture, 2% un ordinateur et 0,1% un accès à Internet. 52% ne disposaient d'aucun de ces objets.